# Moscow Pride
Der Moscow Pride (russisch Московский Гей-Прайд Moskowski Gei-Praid) ist eine Demonstration der Lesben, Schwulen, Bisexuellen, Transgender, kurz LGBT und deren Unterstützer. Sie soll seit 2006 jährlich im Mai in der russischen Hauptstadt Moskau stattfinden, wurde jedoch regelmäßig von der Stadtverwaltung, angeführt durch Oberbürgermeister Juri Luschkow verboten. Die Demonstrationen in den Jahren 2006, 2007 und 2008 waren allesamt begleitet von homophoben Attacken, diese konnten im Jahr 2009 verhindert werden durch eine Verlegung der Demonstration in letzter Minute. Organisator aller Demonstrationen war Nikolai Alexejew und die Gruppe um ihn herum, Gayrussia.ru. Im Jahr 2009 fand zum ersten Mal der "Slavic Pride" in Moskau statt, nachdem Aktivisten aus Russland und Belarus darin übereingekommen sind, den Moscow Pride gemeinsam auszurichten.

## Moscow Pride 2006
Die Demonstration sollte erstmals am 27. Mai 2006 abgehalten werden und vom Moskauer Hauptpostamt über die Mjasnizkaja-Straße zum Lubjanka-Platz führen. Das Datum erinnert an die Legalisierung der Homosexualität in Russland am 27. Mai 1993. Organisator war der Moskauer Filmemacher und Chef der Menschenrechtsgruppe Projekt Gayrussia.ru, Nikolai Alexejew. Er arbeitete dabei mit dem in Paris ansässigen Komitee International Day Against Homophobia (IDAHO) zusammen.
Gestattungsanträge wurden bei der Moskauer Stadtverwaltung und dem russischen Präsidenten Wladimir Putin gestellt. Moskaus Oberbürgermeister Juri Luschkow lehnte es jedoch ab, die Veranstaltung zu genehmigen. Bei einem Bürgermeistertreffen in Berlin erklärte er im Februar 2006, Homosexualität sei „unnatürlich“. Später drohte er: „Würde in Moskau eine homosexuelle Parade stattfinden, so würden sich ihre Teilnehmer in recht große Gefahr begeben, weil sie unter den negativen Stimmungen der Moskauer Schaden nehmen könnten.“

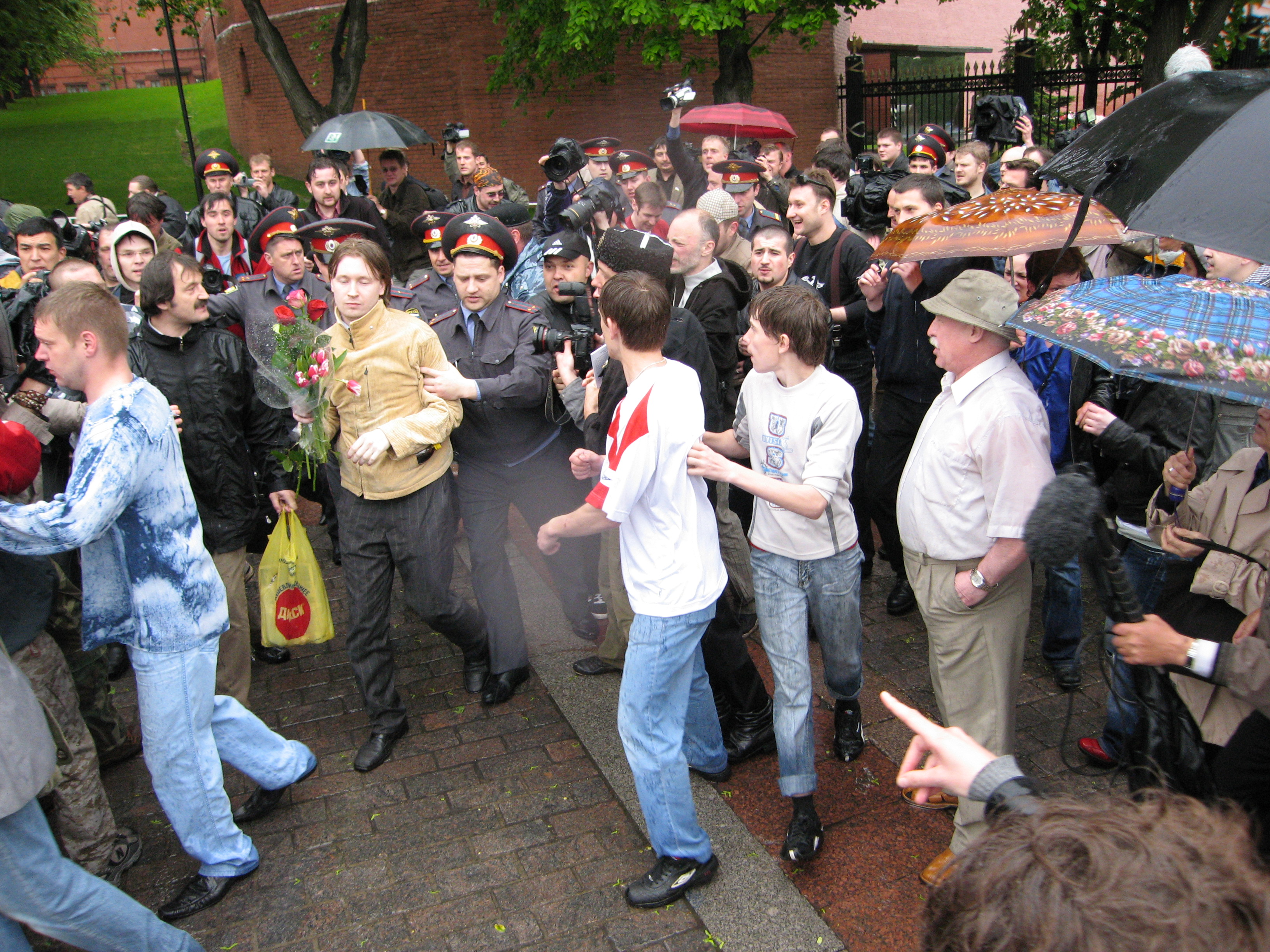
Verhaftung von Nikolai Alexejew beim ersten Moscow Pride

Am 27. Mai 2006 kam es in Moskau jedoch zu einer kleinen Versammlung von Schwulenaktivisten unter freiem Himmel, gegen die die Moskauer Miliz scharf einschritt. Der 27. Mai 2006 war der 13. Jahrestag, an dem homosexuelle Handlungen in Russland entkriminalisiert wurden. Es gab zwei Konfrontation, die erste am Grabmal des unbekannten Soldaten in der Nähe des Kreml, wo Blumen niedergelegt werden sollten. Die zweite in der Nähe des Moskauer Rathauses. Während er ein Interview gab, wurden auch der deutsche Bundestagsabgeordnete Volker Beck (Bündnis 90/Die Grünen) und der britische Menschenrechtsaktivist Peter Tatchell verprügelt, die auf eine Verletzung der von Russland unterzeichneten Europäischen Menschenrechtskonvention (EMRK) aufmerksam machen wollten, die die Russische Föderation im Jahr 1998 ratifiziert hat.
Das Projekt GayRussia sponserte einen Dokumentarfilm unter dem Titel Moscow Pride '06, der die Ereignisse um die ersten "Moscow Pride" zeigt.

## Moscow Pride 2007
Die zweite Demonstration sollte am 27. Mai 2007 stattfinden. Organisator war erneut Nikolai Alexejew. Zur Unterstützung hatten sich das russische Pop-Duo t.A.T.u und die britische Popgruppe Right Said Fred angesagt. Die Veranstaltung wurde erneut von der Moskauer Stadtverwaltung untersagt. Moskaus Oberbürgermeister Luschkow bezeichnete die Moscow Pride im Januar 2007 als "Satanshow". Präsident Putin erklärte zur Moscow Pride 2007, Homosexualität trage zum "demographischen Problem", einem Bevölkerungsrückgang Russlands, bei.
40 Europaparlamentarier unterzeichneten eine Protestresolution. Als die Europaabgeordneten Sophie in ’t Veld, Vladimir Luxuria, Marco Cappato, der Bundestagsabgeordnete Volker Beck, die Mitglieder von Tatu und Right Said Fred gemeinsam mit rund 100 LGBT-Aktivisten die Resolution vor dem Moskauer Rathaus übergeben wollten, wurden sie von einem Großaufgebot von Miliz und OMON daran gehindert und von nationalistischen sowie religiösen Gegendemonstranten mit Eiern und Tomaten beworfen. Russische Teilnehmer der Moscow Pride wurden von der Moskauer Staatsanwaltschaft wegen Widerstands gegen die Staatsgewalt und einem Verstoß gegen die Straßenverkehrsordnung angeklagt. Die russische Miliz machte keinen Versuch, die Aktivisten vor Gewalt zu schützen und löste die Versammlung der Aktivisten auf. Der britische Menschenrechtler Peter Tatchell wurde angegriffen und ins Gesicht geschlagen.
Der Oberbürgermeister von Rom, Walter Veltroni, sagte zu den Ereignissen: "Was in Moskau passiert, lässt einen sprachlos zurück. Es ist ein schlechtes Zeichen, Gewalt zu benutzen oder zu tolerieren gegen diejenigen, die auf friedliche Art und Weise für ihre Menschenrechte und Bürgerrechte eintreten."
Diese Demonstration war auch das zentrale Thema in dem Film East/West - Sex & Politics von Jochen Hick, der die Organisation dieser Demonstration und das formelle Verbot der Stadtverwaltungs Moskaus zeigt.

## Moscow Pride 2008
Die Organisatoren, unter ihnen erneut Nikolai Alexejew, haben für Mai 2008 für jeden Tag im Mai fünf Demonstrationen an unterschiedlichen Orten in Moskau angemeldet. Nach Angaben einiger gay Informationsportale habe der Präsident der Russischen Föderation, Dmitri Medwedew, den Präfekten des Zentralen Moskauer Verwaltungsbezirks angerufen und ihn angewiesen, diese Demonstration zu genehmigen, trotzdem wurden allen Demonstrationen die Erlaubnis untersagt. Der Moskauer Oberbürgermeister, Juri Luschkow, kommentierte: "Sie (die Organisatoren) werden die öffentliche Ordnung gefährden sowie eine negative Reaktion der Mehrheit der Bevölkerung hervorrufen."
Die Organisatoren haben ein Verfahren wegen aller 155 verbotener Demonstrationen am Europäischen Gerichtshof für Menschenrechte eröffnet, nachdem sie vor russischen Gerichten in allen Instanzen verloren haben.
Eine Demonstration fand trotzdem am 1. Juni 2008 statt: Zunächst ein Protest von ca. 30 Aktivisten am Denkmal des verstorbenen Komponisten Tschaikowski, später dann ein Banner mit der Aufschrift „Rechte für Schwule und Lesben. Die Homophobie von Yuri Luzhkov sollte bestraft werden“, das aus dem dritten Stock eines Fenster gegenüber dem Moskauer Rathauses hing.

## Slavic Pride 2009
Die Veranstaltung, die wieder nicht genehmigt wurde, fand am Tag des Eurovision Song Contest 2009 statt. Sie wurde von Aktivisten aus Russland (Gruppe gayrussia) und Belarus (Gruppe gaybelarus) unter dem Titel "Slavic Pride" gemeinsam organisiert. Außer Peter Tatchell und Andy Thayer, Aktivist der Schwulenbewegung aus Chicago nahmen dieses Mal nur Aktivisten aus Russland und Belarus teil.

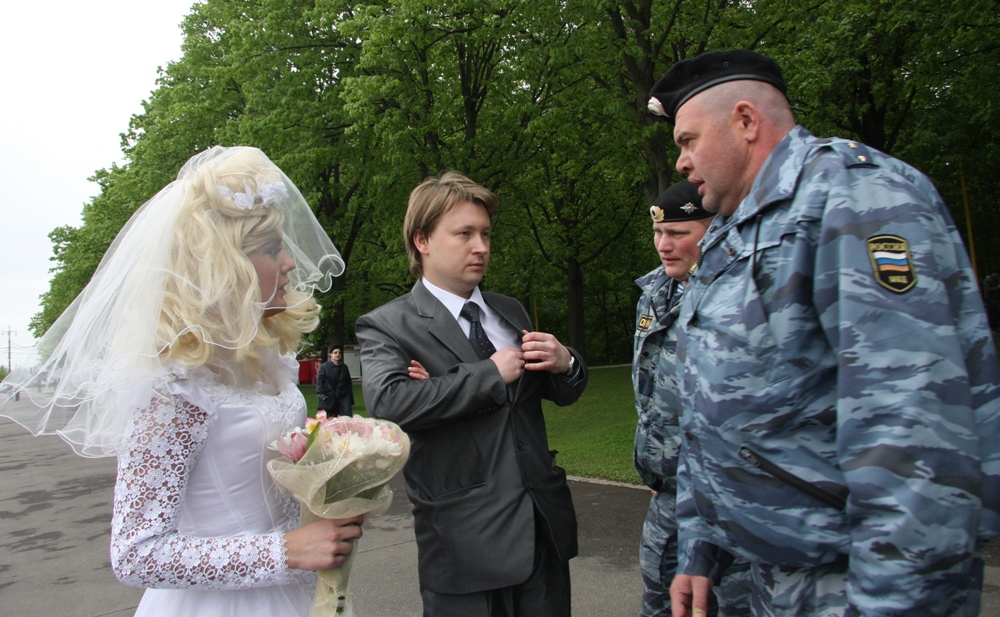
Nikolai Alexejew beim Slavic Pride am 16. Mai 2009. Zwei Polizisten stoppen ihn und seine Braut, einen transsexuellen Aktivisten aus Belarus, und fragen nach seinen Papieren.

Alle ca. 20 Teilnehmer wurden festgenommen, darunter der Menschenrechtsaktivist Nikolai Alexejew und der Menschenrechtler Peter Tatchell. Dieser beschrieb das Vorgehen der Moskauer Miliz als "unnötig gewaltsam". Weitere Personen, die anwesenden Journalisten Interviews geben wollten, wurden ebenfalls festgenommen. Die Nachrichtenagentur Associated Press berichtet, dass auch Journalisten, die von den Vorfällen berichten wollten, mit Verhaftungen bedroht wurden und mit Gewalt vertrieben wurden. Die Veranstaltung selbst war unter dem Motto "gay Equality - no compromise", Hauptforderung war die Erlaubnis, gleichgeschlechtliche Ehen eingehen zu können.
Die Organisation Vereinigte Orthodoxe Jugend hat das Motto Die Slawische Gay-Pride ist ein Akt geistlichen Terrorismus erhoben. Ein hoher Vertreter der Russischen Orthodoxen Kirche hat in einem Interview die Veranstaltung als eine Manifestation der Sünde und der sündlichen Lebensweise bezeichnet und erklärt, man solle dem Beispiel einiger Länder, die vergessen haben, dass sie einstmals christlich gewesen waren, nicht folgen. Der Pfarrer riet den Schwulen, das als Leiden zu empfinden und sich zu bemühen, sich davon zu befreien, wenn sie aus der Sünde erlöst werden wollen. Viele Personen aus der Gesellschaft haben Luschkows Stellung als weise bezeichnet. In der Presseverlautbarung des von der Regierung erlaubten Marsches der Vereinigten Orthodoxen Jugend wird erklärt, jetzt verlaufe eine Kulukowo-Schlacht des 21. Jahrhunderts und man könne nicht zulassen, dass die Tempel und Straßen, wo Kreuzzüge und die Sieger im Zweiten Weltkrieg marschiert sind, von Abartigen (sic) entweiht werden, deren Auftritt von der Mehrheit der Bevölkerung als Kampfansage empfunden wird. Während des Marsches wurde gerufen: Tod dem Antichristen.
Einige Botschaften von EU-Mitgliedsstaaten, nämlich die von Schweden, Großbritannien, Niederlande und Finnland waren von den Organisatoren eingeladen worden, um die Vorfälle zu beobachten, fanden jedoch keinen Grund für diplomatisches Handeln. Die Aktivisten verurteilten dieses später: „Es ist offenbar einfacher für EU-Botschaften, in kleinen Ländern wie Lettland zu handeln, aber wenn etwas in Russland stattfindet, dann sehen die Dinge anders aus.“
Das niederländische Fernsehen erwog, wegen dieser Verletzungen von Grundrechten wie Meinungs-, Rede- und Pressefreiheit, aus der Übertragung des Eurovision Song Contest auszusteigen.
Politiker, wie der grüne Bundestagsabgeordnete Volker Beck und Künstler wie Guildo Horn verurteilten das Vorgehen des russischen Staates.
Samuel Žbogar, jetziger (Stand Juli 2009) Außenminister von Slowenien und Vorsitzender des Ministerkomitees des Europarat, hat noch am selben Abend seine Besorgnis über Handlungen ausgedrückt, die gegenüber den Organisatoren des Slavic Pride ergriffen worden sind: "Ausgehend von der etablierten Rechtsprechung des Europäischen Gerichtshofes für Menschenrechte, können friedvolle Demonstrationen nicht einfach verboten werden, nur weil es Einstellungen gegenüber den Demonstranten oder ihren Zielen gibt, die feindlich gesinnt sind. Die Tatsache, dass dieses nicht zum ersten Mal geschieht, erregt die Besorgnis des Vorsitzenden des Ministerkomitees."

## Slavic Pride 2010
Russische Aktivisten organisierten am 15. Mai 2010 den zweiten Slavic Pride in Minsk, Belarus, der eine Woche vorher von den belarussischen Behörden verboten wurde.

## Moscow Pride 2010
Der Moscow Pride 2010 fand am 29. Mai 2010 wie immer ohne Genehmigung statt.

## Moscow Pride 2011
Die Genehmigung zum Moscow Pride 2011 wurde am 12. April 2011 bei den Moskauer Behörden beantragt, einen Tag nach der Bestätigung des Urteils des Europäischen Gerichtshofs für Menschenrechte, das besagt, dass ein Verbot der Veranstaltung einen Verstoß gegen die Menschenrechtskonvention darstellt. Am 26. April 2011 wurde von der Moskauer Stadtverwaltung die Demonstration genehmigt. Allerdings wurde dem schon einen Tag später widersprochen, da für die Demonstration ebenfalls eine Genehmigung von der regionalen Sicherheitsbehörde vorliegen muss und es sei fraglich, ob eine solche erteilt werde.
Das Hick-Hack um die Genehmigung des Moscow Pride hat heftige Diskussionen ausgelöst, welche globale Aufmerksamkeit erzeugten.

## Slavic Pride 2011
Der Slavic Pride 2011 findet am 25. Juni 2011 in Sankt Petersburg, Russland, statt.

## Moscow Pride 2012
Es war geplant, den Moscow Pride 2012 am Tag der Präsidentschaftswahlen im März 2012 stattfinden zu lassen.

## Strategien/Ziele der Aktivisten

### Redefreiheit/Versammlungsfreiheit
Als Hauptargument der Aktivisten lässt sich herausstellen, dass sie sich auf ihr Recht auf Versammlungsfreiheit und Meinungsfreiheit berufen. Beide Rechte werden sowohl in der Verfassung der Russischen Föderation (Kapitel zwei, Art. 29 und 31) als auch in der Europäischen Menschenrechtskonvention (CETS 005, Artikel 10 und 11) als auch in der Allgemeinen Erklärung der Menschenrechte (Artikel 19 und 20) verbrieft.

### Rechtskräftige Urteile des Europäischen Gerichtshofs für Menschenrechte
Nachdem ein Gay Pride in Warschau in den Jahren 2004 und 2005 durch den damaligen Oberbürgermeister der Stadt Warschau, Lech Kaczynski, verboten wurde, haben die Organisatoren dieser Demonstration, lokal bekannt als Parada Równości, den Europäischen Gerichtshof für Menschenrechte in Straßburg angerufen. Im Mai 2007 wurde Polen, hier repräsentiert durch Lech Kaczynski, für schuldig befunden, unter anderem das Menschenrecht auf Versammlungsfreiheit verletzt zu haben. Die darauffolgenden Gay Prides in Warschau sind deutlich friedlicher ausgefallen. Dieses Urteil wurde von den Organisatoren des Moscow Pride (Slavic Pride) als Referenz für die von ihnen eröffneten Fälle verwendet.
Am 17. September 2009 hat der Europäische Gerichtshof für Menschenrechte drei Verfahren gegen Russland eröffnet. Russland hatte bis zum 20. Januar 2010 Zeit, zu dem Verbot des Moscow Pride in den Jahren 2006, 2007 und 2008 Stellung zu nehmen. Nach Rückfrage der russischen Behörden wurde Russland Zeit bis zum 20. Februar für diese Stellungnahme eingeräumt. In ihrer Stellungnahme antworteten die Behörden, dass sie keinen Grund sehen, einen Kompromiss mit den Organisatoren des Gay Pride auszuhandeln. Alle Demonstrationen wurden unter Einhaltung der Anforderungen der Europäischen Menschenrechtskonvention verboten. Die Sicherheit der Teilnehmer einer solchen Demonstration könnte nicht gewährleistet werden, da viele Moskauer eine negative Einstellung zu dieser Demonstration hätten. Die russischen Behörden verweisen auf andere Urteile des Europäischen Gerichtshofs für Menschenrechte aus den 70er und 80er Jahren, in denen auch auf die "öffentliche Moral" Bezug genommen wird.
Am 21. Oktober 2010 erging das Urteil, dass die Einschränkung der Demonstrationsfreiheit durch die Moskauer Behörden für konventionswidrig erkannt wird und dem CSD-Organisator Nikolai Aleksejew rund 30.000 € Schmerzensgeld für die erlittene Diskriminierung sowie für Verfahrenskosten zuspricht. Am 21. Januar 2011 wurde dieses Urteil von Russland angefochten. Die Beschwerde wurde am 11. April 2011 zurückgewiesen und somit wurde das Urteil bestätigt und rechtskräftig.

### Strategie der Sichtbarkeit
Der "Moscow Pride" gibt den Aktivisten breiten Zugang zu den Massenmedien sowohl in Russland als auch in Westeuropa. Der "Slavic Pride" 2009 wurde von einzelnen Aktivisten wie folgt kommentiert:
"Das Ziel ist es, ein möglichst großes Maß an Verlegenheit über die Regierung zu bringen, falls sie einen Versuch machen, uns zu verhaften und zulassen, dass Neonazis uns attackieren." Andy Thayer aus Chicago, einige Tage vor dem Slavic Pride.
Seine Worte über die Teilnahme in der Demonstration: "Nachdem ich ein oder zwei Sätze gesagt habe, um den Mut der Aktivisten aus Belarus und Russland zu loben, begann ich darüber zu sprechen, dass die Verletzung von Rechten von Schwulen und Lesben die Angelegenheit aller Russen ist, da es einen Angriff auf die demokratischen Freiheiten aller Russen darstellt. Genau an dem Punkt kamen OMON Truppen, die mich gepackt und weggetragen haben, um damit meine Argumente effektiver gemacht haben, als ich es je mit Worten machen könnte."
Peter Tatchell sprach darüber, warum man in den Massenmedien sichtbar sein sollte: "Die russischen Medien waren voll mit Berichten über schwule Themen in der letzten Woche. Dieses hat das Bewusstsein der Öffentlichkeit und das Verständnis von homosexuellen Menschen deutlich erhöht. Langsam höhlen wir homophobe Einstellungen aus. Durch die Sichtbarkeit in den Massenmedien helfen wir, die Existenz von homosexuellen Menschen zu normalisieren. Nach unseren erfolgreichen Protesten in Moskau seit 2006 sind die Leute durch Homosexualität nicht mehr so sehr geschockt. Wir haben immer noch einen weiten Weg zu gehen, aber langsam erobern wir die Herzen der Menschen, gerade die junger Russen. (...) Alles in allem war es ein PR Desaster für Russland und die Behörden die Moskau, sicherstellend, dass der Eurovision Song Contest 2009 für immer mit der Brutalität der Polizisten, der Homophobie der Regierung und der Unterdrückung eines friedvollen Protestes verbunden sein wird."